# Haliclona megasclera
Haliclona megasclera är en svampdjursart som beskrevs av Marcus Lehnert och van Soest 1996. Haliclona megasclera ingår i släktet Haliclona och familjen Chalinidae.
Artens utbredningsområde är Jamaica. Inga underarter finns listade i Catalogue of Life.